# Groß Teetzleben
Groß Teetzleben – gmina w Niemczech, w kraju związkowym Meklemburgia-Pomorze Przednie, w powiecie Mecklenburgische Seenplatte, wchodząca w skład Związku Gmin Treptower Tollensewinkel.
Dzielnice:
- Groß Teetzleben
- Kaluberhof
- Klein Teetzleben
- Lebbin
- Rottenhof